# Љаодонг
Љаодонг је полуострво у Љаонингу, сјевероисточној провинцији НР Кине, односно области која се у западној литератури дуго времена називала југоистичном Манџуријом. Љаодонг (који се некада писао Лиаотунг) значи "Источно од Љаоа". То се односи на ријеку Љао која је у периоду Зараћених држава дијелила капетаније државе Јан Љаоси (западно од Љаоа) и Љаодонг.

## Географија
Полуострво се налази на сјеверној обали Жутог мора, између Бохајског мора на западу и Корејског залива на истоку.
Представља јужни дио ланца планина који се на сјевер наставља као планине Чангбај. Дио планинског ланца на самом полутоку је познат као Qиансхан планине, назван према планини Ћен у Аншану, а укључује и планину Дахеи у Даљену.
Постоје двије луке: Даљен, на средини полуоострва и на његовом најужем дијелу, и Порт Артур/Лушун (данас дио града Даљен), смјештен на најјужнијем дијелу. Лушун/Порт Артур има огромну природну луку и добре комуникације коју су га учиниле атрактивним империјалистичким велесилама на крају 19. вијека. Лука Даљена је пак тражила далеко веће инвестиције, које су прво учинили Руси, али се највише развио под јапанском управом (1905–1945). Двије луке су удаљене 25 км жељезницом, и око 65 км морем. Лушун се налази око 900 км јужно од манџуријскг жељезничког средишта Харбин на историјској Јужној манџуријској жељезници (данашња Кинеска далекоисточна жељезница, чија је изградња била једним од узрока руско-јапанског рата).